# Macroagelaius
Macroagelaius är ett litet fågelsläkte i familjen trupialer inom ordningen tättingar. Släktet omfattar endast två arter som förekommer dels i Anderna i nordöstra Colombia, dels i tepuis i gränsområdena mellan Venezuela, Guyana och Brasilien:
- Colombiatrupial (M. subalaris)
- Tepuítrupial (M. imthurni)